# Iwkowa

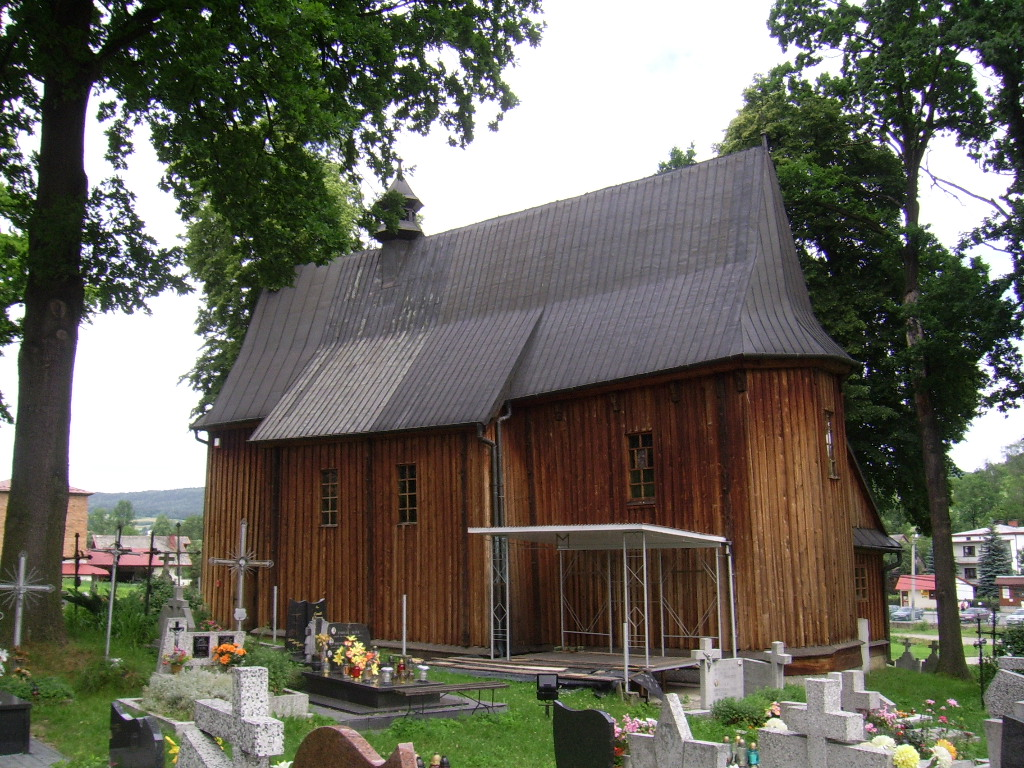
Kościół Nawiedzenia NMP

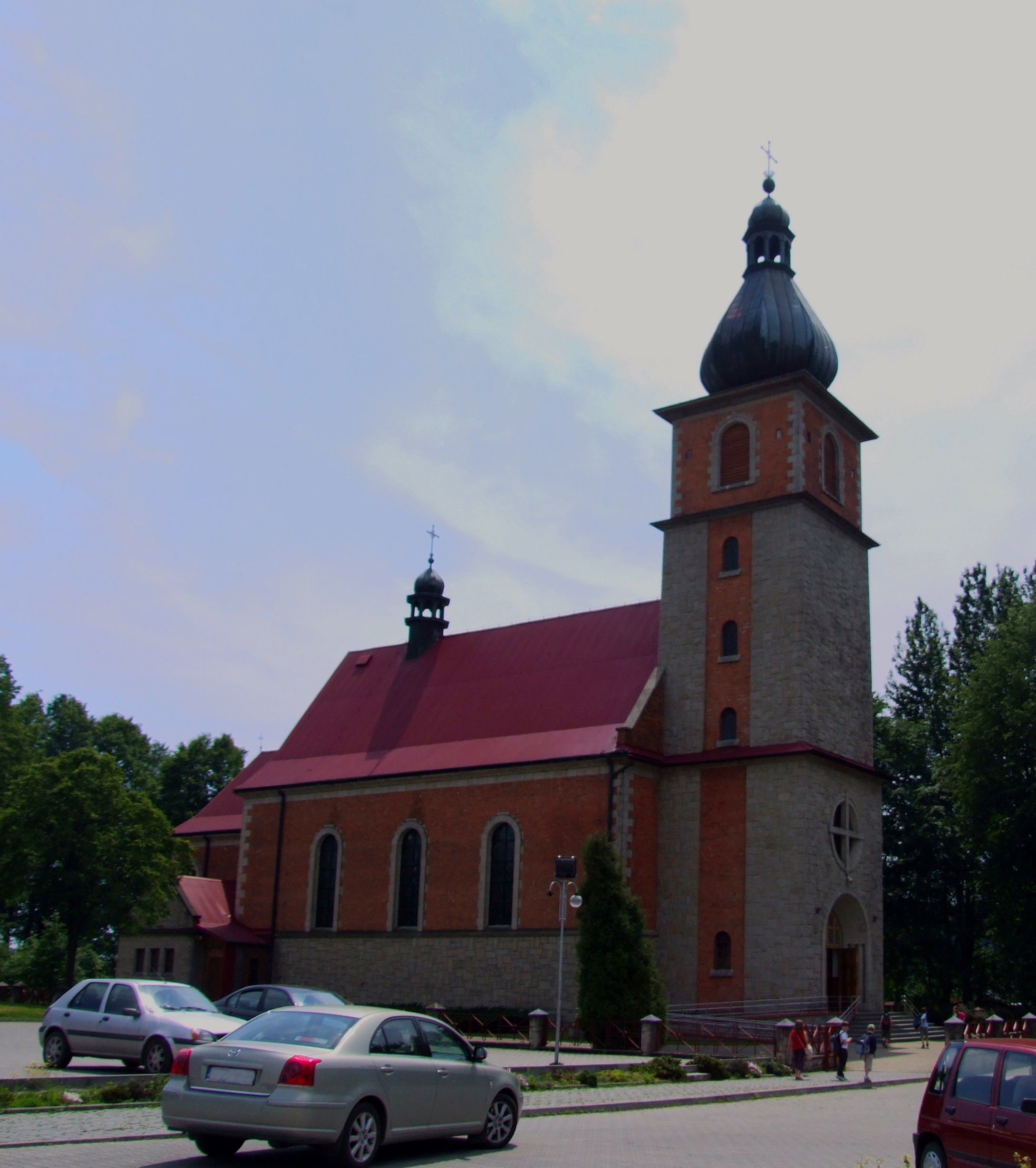
Nowy kościół

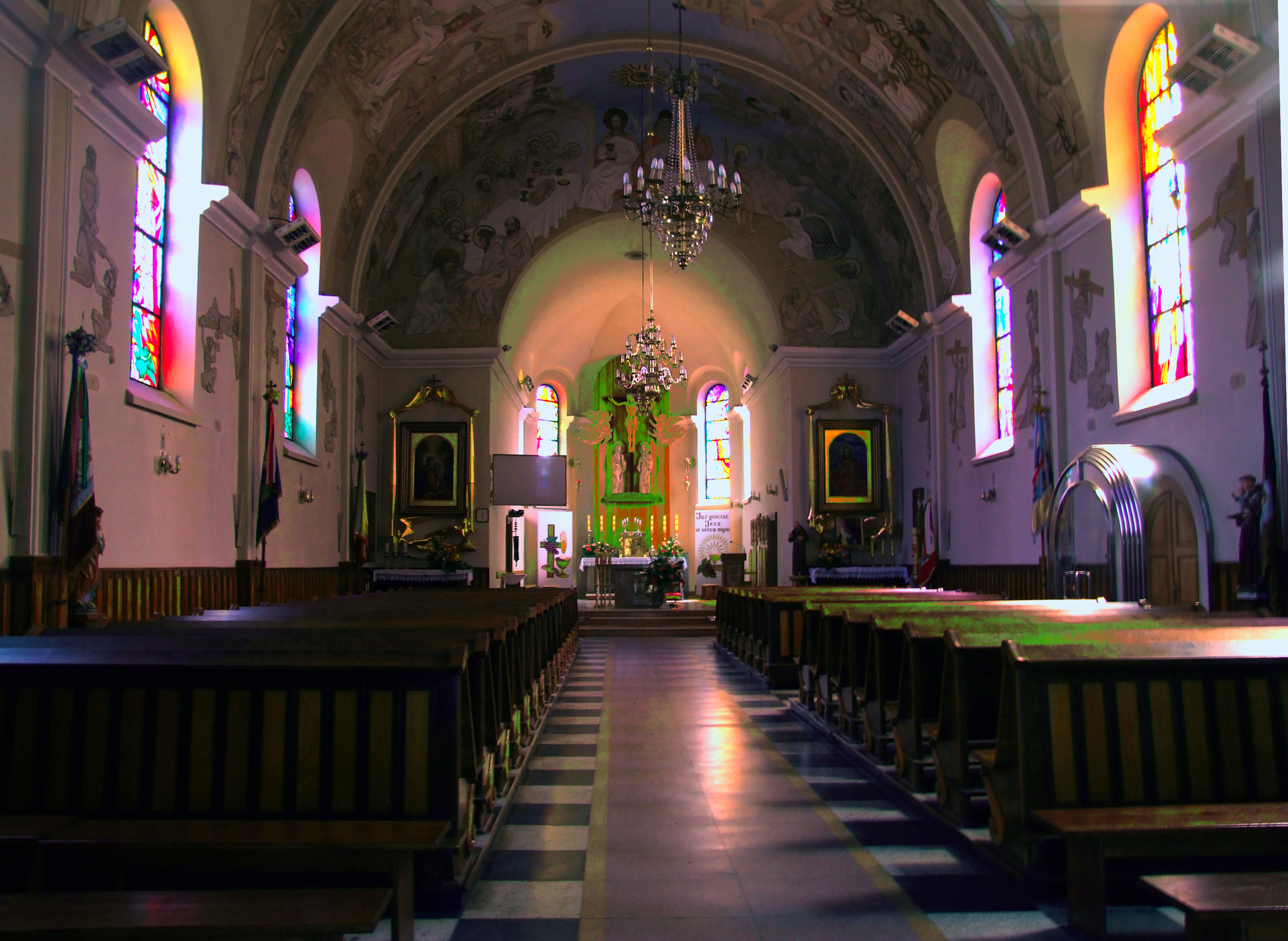
Wnętrze nowego kościoła

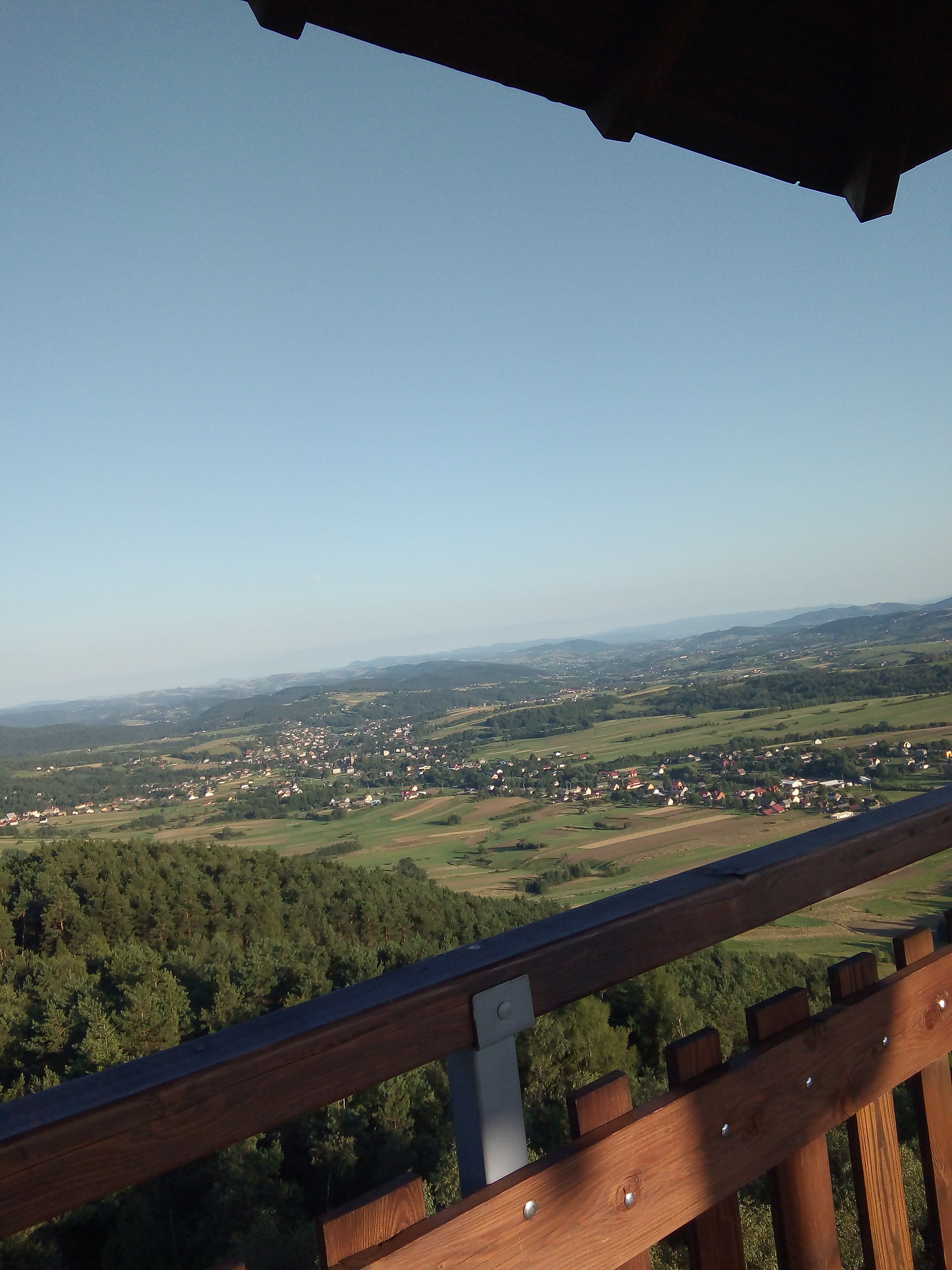
Widok na Iwkową z wieży widokowej na Szpilówce

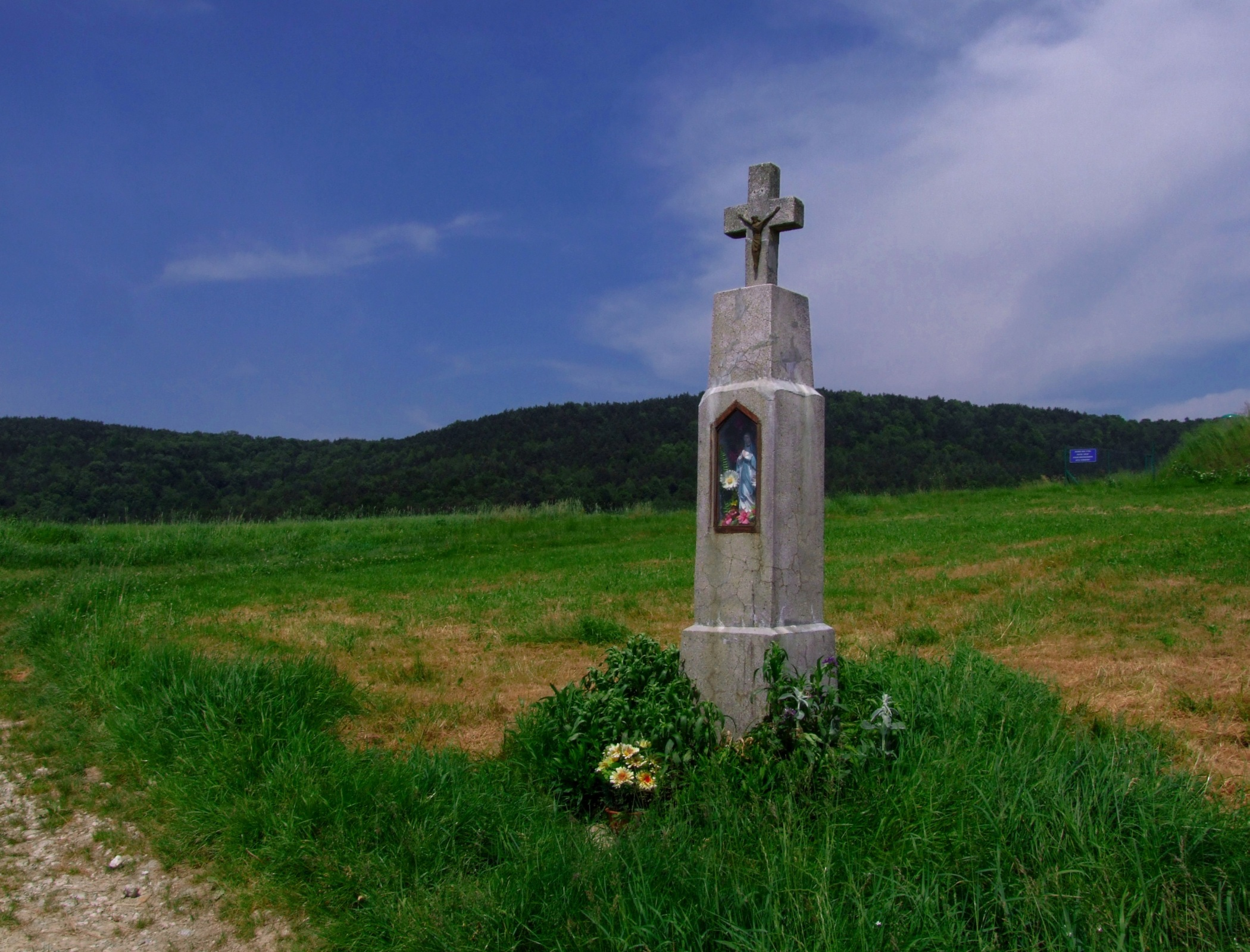
Przydrożna figurka i widok na Bukowiec

Iwkowa – wieś w Polsce położona w województwie małopolskim, w powiecie brzeskim, w gminie Iwkowa.
Wieś królewska wielkorządów krakowskich, położona była w drugiej połowie XVI wieku w powiecie sądeckim województwa krakowskiego. Reforma administracyjna kraju w 1975 r. zlikwidowała powiaty, Iwkowa znalazła się w nowo powstałym województwie tarnowskim. Kolejna reforma administracyjna kraju przywróciła Iwkową do powiatu brzeskiego. Miejscowość jest siedzibą gminy Iwkowa i gromady Iwkowa.

## Położenie miejscowości
Iwkowa położona jest w południowej części powiatu brzeskiego, na Pogórzu Wiśnickim. Leży w kotlinie wzdłuż rzek Bela i Białka. Od północnej strony nad Iwkową wznosi się Pasmo Szpilówki ze szczytami: Piekarska Góra (515 m), Szpilówka (512 m), Bukowiec (494 m), od wschodu Machulec (Mahulec) (480 m) i inne wzniesienia nad Jeziorem Czchowskim. Od zachodniej i południowej strony Iwkowa ograniczona jest wzniesieniami Rogozowej (536 m) i Sołtysich Gór (436 m). Od wschodu wieś graniczy z Tropiem, a od zachodu z Rajbrotem. 2 km od wsi położony jest zamek Tropsztyn.

## Części wsi
| SIMC    | Nazwa      | Rodzaj    |
| ------- | ---------- | --------- |
| 0820973 | Góry       | część wsi |
| 0820980 | Kąciny     | część wsi |
| 0820996 | Kozieniec  | część wsi |
| 0821004 | Nadole     | część wsi |
| 0821010 | Nagórze    | część wsi |
| 0821027 | Pagórek    | część wsi |
| 0821033 | Piekarzowo | część wsi |
| 0821040 | Sołtysie   | część wsi |
| 0821056 | Zagroda    | część wsi |

## Historia
Etymologicznie nazwa wsi wywodzi się od imienia Iwo (Iwon).
Iwkowa powstała z połączenia dwóch osad. W 1334 r. królowa Jadwiga Łokietkowa, wdowa po Władysławie Łokietku, wystawiła przywilej lokacyjny terenom położonym wzdłuż rzeki Bela. Iwkowa w średniowieczu stanowiła część ziemi sądeckiej. Tędy już od czasów przedhistorycznych ciągnął się trakt „Wielka Droga”, zwany również „Starą Drogą”, łączący Polskę z Węgrami, co sprzyjało rozwojowi osadnictwa. Administracyjnie Iwkowa należała do ziemi sądeckiej do upadku Rzeczypospolitej.
Pod zaborem austriackim Iwkowa funkcjonuje jako dominium w ramach cyrkułu bocheńskiego. W wyniku reformy administracyjnej z 1867 wieś wchodziła w skład powiatu brzeskiego, w którym pozostawała nieprzerwanie do 1975 roku.
Jeszcze w XIX w. oraz obecnie najpopularniejszym nazwiskiem w Iwkowej było miano Szot, które wywodzi się od bawarskiego Schotte, czyli Szkot.
Urodził się tu Marian Turkowski (ur. 28 lipca 1894, zm. 13 grudnia 1948 w Warszawie), generał brygady Wojska Polskiego, kawaler Orderu Virtuti Militari oraz prof. Franciszek Serafin, historyk, wykładowca Uniwersytetu Śląskiego w Katowicach.

## Zabytki
Obiekty wpisane do rejestru zabytków nieruchomych województwa małopolskiego.
- kościół cmentarny pw. Narodzenia NMP,
- kaplica na południowych stokach góry Bukowiec, postawiona w miejscu, gdzie dawniej podobno znajdowała się pustelnia Urbana. Obok kaplicy źródło św. Urbana.

## Inne zabytki
- kapliczka z 2. połowy XVIII w. mająca ściany pokryte płaskorzeźbami,
- figurki przydrożne.

W kościele pw. Nawiedzenia NMP w Iwkowej znajdują się witraże Madonny z Dzieciątkiem fundacji Wierzbięty z Branic.

## Muzeum parafialne im. ks. Jana Piechoty
Muzeum parafialne ks. Jana Piechoty zawiera unikatowe zbiory sztuki ludowej minionego okresu, które przez długi czas gromadził proboszcz parafii ks. Jan Piechota. Jest to filia Muzeum Diecezjalnego w Tarnowie. Zebrane w nim zbory świadczą dzisiaj o starodawności miejscowego kultu i biegłości w sztuce artystów ludowych. Obok świętych figurek, które niegdyś wypełniały ołtarzyki kapliczek, ramiona krzyży można zobaczyć także modlitewniki, stare fotografie prezentujące miejscowe wydarzenia i ludzi z tamtych czasów. Dodatkową atrakcją są gospodarskie sprzęty: sochy, pługi i szereg archaicznych narzędzi, których przeznaczenia nieraz trudno dociec.

## Atrakcje turystyczne
W Iwkowej co roku odbywa się Święto Suszonej Śliwki, promujące susorki iwkowskie – regionalną odmianę suszu owocowego śliwy domowej, jabłoni i gruszy, ciętą w plastry.

### Pustelnia św. Urbana
Pustelnia św. Urbana została wpisana do rejestru zabytków w 2005 roku. Sama pustelnia znajduje się w lesie, z dala od wszelkich zabudów. Położona na stoku Bukowca, poniżej zielonego szlaku. Zbudowana w XVIII w. w miejscu pustelni św. Urbana, obok źródła, które daje początek potokowi Urbana i zasila znaczną część mieszkańców Iwkowej.

### Krzyż Milenijny oraz Droga Krzyżowa
Jedną z wielu atrakcji gminy Iwkowa jest Krzyż Milenijny oraz Droga Krzyżowa w Połomiu Małym. Krzyż osiąga wysokość 14,5 metra i góruje nad okolicą. Krzyż wzniesiony został z okazji 2000-lecia chrześcijaństwa i 20-lecia parafii w Kątach. W miejscu gdzie znajduje się obecnie krzyż, rósł dąb zwany „Dąbkiem”. Gdy usechł, miejsce wykorzystano pod budowę krzyża. Pod krzyż prowadzi stroma, szeroka droga będąca zarazem Drogą Krzyżową ze stacjami wykonanymi z piaskowcowych bloków.

### Wieża Widokowa na Szpilówce

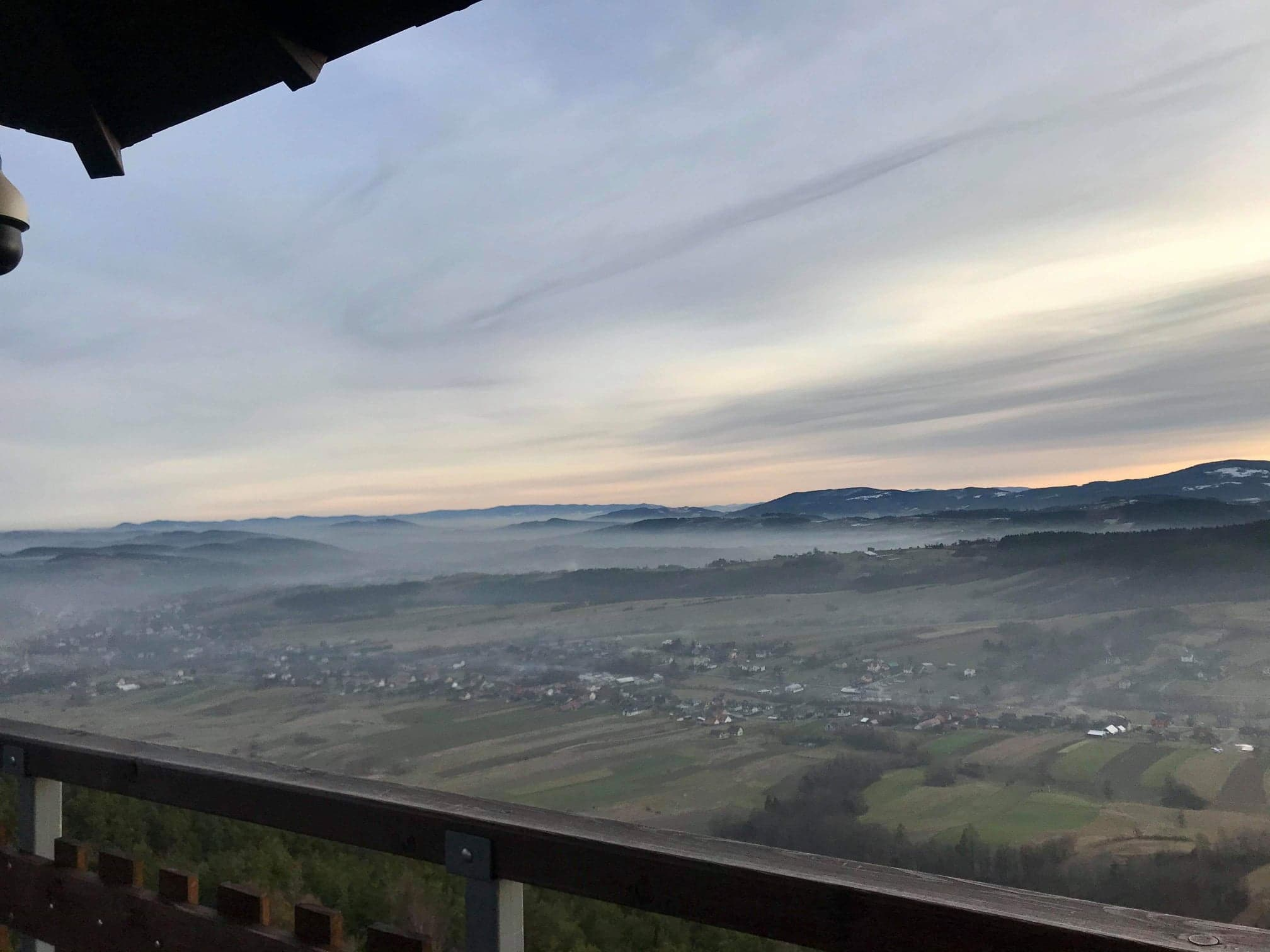

Stalowa wieża widokowa w koronie drzew znajduje się na Szpilówce – 516 m n.p.m. Wieża została oddana do użytku w 2019 roku. Powstała dzięki współpracy Tarnowskiej Organizacji Turystycznej i gminy Iwkowa w ramach projektu "Wzrost atrakcyjności turystycznej i rekreacyjnej Subregionu Tarnowskiego etap I: realizowanego w partnerstwie z licznymi samorządami, w tym z gminą Iwkową. Wieża powstała by poprawić atrakcyjność gminy oraz przyciągnąć turystów oraz wesprzeć lokalną bazę hotelarską, gastronomiczną, agroturystykę i kulturę.

### Kościół cmentarny pw. Nawiedzenia Najświętszej Maryi Panny
Kościół pochodzi z końca XV w. Został wpisany do rejestru zabytków nieruchomych województwa małopolskiego i włączony do Szlaku Architektury Drewnianej w Małopolsce. Obiekt jest prawnie chroniony. Bryła kościoła to styl gotycki – wykonana z drewnianych bali kładzionych na zrąb, z zewnątrz oszalowanych deskami. Wewnątrz kościoła znajdują się dwa XV-wieczne portale zwieńczone łukami trójlistnymi, polichromię z 1629 roku, ołtarz główny ze sceną nawiedzenia i wniebowzięcia Najświętszej Maryi Panny, dwa boczne ołtarze z XVII/XVIII w., chór z pozytywem organowym i polichromię stropową ze scenami sądu ostatecznego. Kościółek otacza cmentarz, miejsce spoczynku tutejszej społeczności w tym ks. Jana Piechoty.

### Muzeum Parafialne im. ks. Jana Piechoty
W Muzeum Parafialnym mieszczącym się w piwnicach plebanii w Iwkowej można obejrzeć liczne, ocalone od zapomnienia, unikalne zbiory sztuki ludowej minionego okresu, dokumentujące historię i życie Iwkowej w dawnych czasach, m.in. rzeźbione świątki, mszały, modlitewniki, stare iwkowskie fotografie, obrazy olejne, oleodruki, sprzęty gospodarskie, i inne '.

### Kościół pw. NMP Wniebowziętej w Wojakowej
Kościół został wzniesiony w 1363 roku. Był to kościół gotycki z kamienia i przetrwał w takiej formie do pierwszej połowy XX wieku. W latach 1930–1931 przeszedł remont. Do dzisiaj przetrwały: gotycka kamienna chrzcielnica, barokowy ołtarz główny oraz odlany w 1687 roku dzwon z plakietką Matki Bożej z Dzieciątkiem, umieszczony w wolno stojącej dzwonnicy.

### Krzyż powstańców styczniowych
Wznosi się na niewielkiej leśnej polanie na Piekarskiej Górze (515 m n.p.m.). Krzyż został postawiony w 1864 roku jako pamiątka uczestnictwa tutejszej ludności w powstaniu styczniowym. Wzniesiony jako wotum dziękczynne za ocalone życie oraz jako symbol walki i cierpienia o niepodległą Polskę.

### Winnica Nowizny
Winnica położona w miejscowości Połom Mały. Jest to gospodarstwo etnoturystyczne, posiadające powierzchnię 5,20 ha łącznie z lasem. Gospodarstwo zajmuje się uprawą winorośli i jej przetwórstwem. Ponadto zajmuje się hodowlą danieli. W winnicy znajduje się park linowy dla dzieci i zjazdy linowe dla dorosłych.